# Carnation (Washington)
Carnation is een plaats (city) in de Amerikaanse staat Washington, en valt bestuurlijk gezien onder King County.

## Geschiedenis
De plaats Carnation werd officieel op 31 december 1912 opgericht onder de naam Tolt. In 1917 werd de naam gewijzigd in Carnation, op 3 mei 1928 werd de naam opnieuw veranderd naar Tolt, en op 29 oktober 1951 werd de naam uiteindelijk opnieuw gewijzigd in Carnation. De naam Carnation werd gekozen om een nabijgelegen boerderij, die werd gebruikt voor wetenschappelijk onderzoek, te eren.
Op 24 november 2007 was de plaats het decor van een zesvoudige moord. Zes leden van een familie, waaronder twee kinderen, werden op kerstavond vermoord.

## Demografie
Bij de volkstelling in 2000 werd het aantal inwoners vastgesteld op 1893.
In 2006 is het aantal inwoners door het United States Census Bureau geschat op 1835, een daling van 58 (-3,1%).

## Geografie
Volgens het United States Census Bureau beslaat de plaats een oppervlakte van
2,8 km², geheel bestaande uit land. Carnation ligt op ongeveer 11 m boven zeeniveau.

## Plaatsen in de nabije omgeving
De onderstaande figuur toont nabijgelegen plaatsen in een straal van 12 km rond Carnation.